# Elecciones municipales de Arequipa de 1993
Las elecciones municipales de Arequipa de 1993 se llevaron a cabo el 29 de enero de 1993 para elegir al alcalde y al Concejo Provincial de Arequipa para el periodo 1993-1995. La elección se celebró simultáneamente con elecciones municipales en todo el país.

## Sistema electoral
La Municipalidad Provincial de Arequipa es el órgano administrativo y de gobierno de la provincia de Arequipa. Está compuesta por el alcalde y el Concejo Provincial.
La votación del alcalde y el concejo se realiza en base al sufragio universal, que comprende a todos los ciudadanos nacionales mayores de dieciocho años, empadronados y residentes en la provincia de Arequipa y en pleno goce de sus derechos políticos, así como a los ciudadanos no nacionales residentes y empadronados en la provincia de Arequipa.
El Concejo Provincial de Arequipa está compuesto por 19 regidores elegidos por sufragio directo para un período de tres (3) años, en forma conjunta con la elección del alcalde (quien lo preside). La votación es por lista cerrada y bloqueada. Se asigna a la lista ganadora los escaños según el método d'Hondt o la mitad más uno, lo que más le favorezca.

## Composición del Concejo Provincial de Arequipa
La siguiente tabla muestra la composición del Concejo Provincial de Arequipa antes de las elecciones.
| Partidos | Partidos                                     | Regidores |
| -------- | -------------------------------------------- | --------- |
|          | Frente Nacional de Trabajadores y Campesinos | 11        |
|          | Frente Democrático                           | 4         |
|          | Izquierda Unida                              | 3         |
|          | Partido Aprista Peruano                      | 1         |

## Partidos y candidatos
A continuación se muestra una lista de los principales partidos y alianzas electorales que participaron en las elecciones:
| Candidatura | Candidatura | Partidos y alianzas | Candidatos | Candidatos                | Ideología                                                  | Resultado previo | Resultado previo | Ref. |
| Candidatura | Candidatura | Partidos y alianzas | Candidatos | Candidatos                | Ideología                                                  | Votos (%)        | Reg.             | Ref. |
| ----------- | ----------- | --- | ---------- | ------------------------- | ---------------------------------------------------------- | ---------------- | ---------------- | ---- |
|             | FNTC        | Lista - Frente Nacional de Trabajadores y Campesinos (FNTC) |            | Roger Cáceres Pérez       | Nacionalismo de izquierda Tahuantinsuyismo                 | 45.22%           | 11               |      |
|             | AP          | Lista - Acción Popular (AP) |            | Enrique Olazábal Bracesco | Humanismo Nacionalismo cívico Reformismo                   | 26.59%           | 4                |      |
|             | Libertad    | Lista - Movimiento Libertad (Libertad) |            | Edgar Sánchez Bedoya      | Liberalismo clásico Democracia liberal Republicanismo      | 26.59%           | 4                |      |
|             | PPC         | Lista - Partido Popular Cristiano (PPC) |            | Leoncio Mamani Arias      | Democracia cristiana Conservadurismo Liberalismo económico | 26.59%           | 4                |      |
|             | IU          | Lista - Izquierda Unida (IU) – Unión de Izquierda Revolucionaria (UNIR) – Partido Comunista Peruano (PCP) – Frente Obrero Campesino Estudiantil y Popular (FOCEP) |            | Enrique Soto León Velarde | Marxismo-leninismo Mariateguismo Socialismo democrático    | 17.06%           | 3                |      |
|             | Frepap      | Lista - Frente Popular Agrícola del Perú (Frepap) |            | Marco Duic Popovic        | Israelismo Fundamentalismo cristiano Populismo             | Nuevo            | Nuevo            |      |
|             | IND         | Lista - Lista Independiente Frente de Unidad Vecinal |            | Sebastián Ramírez Alfaro  | Localismo arequipeño                                       | Nuevo            | Nuevo            |      |

Otros candidatos
| Partidos y alianzas | Partidos y alianzas                                                       | Candidatos                   |
| ------------------- | ------------------------------------------------------------------------- | ---------------------------- |
|                     | Lista Independiente Movimiento Independiente Arequipa                     | Javier Velásquez Ureta       |
|                     | Lista Independiente Tecnología Honradez y Trabajo                         | Leopoldo Rondón Fudinaga     |
|                     | Lista Independiente Cambio 93                                             | Gamaliel Velarde Romero      |
|                     | Lista Independiente Frente Independiente Arequipa                         | Rolando Carrasco Quintanilla |
|                     | Lista Independiente Unión Popular                                         | José Villalobos Ampuero      |
|                     | Lista Independiente Nueva Alternativa Popular                             | Jorge Sumari Buendía         |
|                     | Lista Independiente Partido Independiente de los Trabajadores del Pueblo  | Eleuterio Puma Caso          |
|                     | Lista Independiente Partido Moderno de la Juventud                        | Oswaldo Muñiz Huillca        |
|                     | Lista Independiente Movimiento Político Independiente Integración Peruana | Juan Cervantes Ticona        |
|                     | Lista Independiente Socialista de los Trabajadores                        | Marcos Pacheco Cárdenas      |
|                     | Lista Independiente Nueva Arequipa                                        | José Rosas Portocarrero      |

## Resultados

### Sumario general
|                        |                                                                           |              |              |              |           |           |
| Partidos y coaliciones | Partidos y coaliciones                                                    | Voto popular | Voto popular | Voto popular | Regidores | Regidores |
| Partidos y coaliciones | Partidos y coaliciones                                                    | Votos        | %            | ±pp          | Total     | +/−       |
|                        | Lista Independiente Frente de Unidad Vecinal                              | 108,823      | 42.34        | n/a          | 11        | +11       |
|                        | Frente Nacional de Trabajadores y Campesinos (FNTC)                       | 100,262      | 45.22        | –6.21        | 8         | –3        |
|                        | Acción Popular (AP)                                                       | 10,735       | 4.18         | n/a          | 0         | –4        |
|                        | Izquierda Unida (IU)                                                      | 6,638        | 2.58         | –14.48       | 0         | –3        |
|                        | Lista Independiente Movimiento Independiente Arequipa                     | 4,875        | 1.90         | n/a          | 0         | ±0        |
|                        | Lista Independiente Tecnología Honradez y Trabajo                         | 4,873        | 1.90         | n/a          | 0         | ±0        |
|                        | Partido Popular Cristiano (PPC)                                           | 3,350        | 1.30         | n/a          | 0         | ±0        |
|                        | Lista Independiente Cambio 93                                             | 3,103        | 1.21         | n/a          | 0         | ±0        |
|                        | Lista Independiente Frente Independiente Arequipa                         | 3,047        | 1.19         | n/a          | 0         | ±0        |
|                        | Lista Independiente Unión Popular                                         | 2,386        | 0.93         | n/a          | 0         | ±0        |
|                        | Movimiento Libertad (Libertad)                                            | 1,926        | 0.75         | n/a          | 0         | ±0        |
|                        | Lista Independiente Nueva Alternativa Popular                             | 1,413        | 0.55         | n/a          | 0         | ±0        |
|                        | Lista Independiente Partido Independiente de los Trabajadores del Pueblo  | 1,325        | 0.52         | n/a          | 0         | ±0        |
|                        | Frente Popular Agrícola del Perú (Frepap)                                 | 1,186        | 0.46         | Nuevo        | 0         | ±0        |
|                        | Lista Independiente Partido Moderno de la Juventud                        | 1,168        | 0.45         | n/a          | 0         | ±0        |
|                        | Lista Independiente Movimiento Político Independiente Integración Peruana | 714          | 0.28         | n/a          | 0         | ±0        |
|                        | Lista Independiente Socialista de los Trabajadores                        | 687          | 0.27         | n/a          | 0         | ±0        |
|                        | Lista Independiente Nueva Arequipa                                        | 507          | 0.20         | n/a          | 0         | ±0        |
|                        |                                                                           |              |              |              |           |           |
| Total                  | Total                                                                     | 257,018      |              |              | 19        | ±0        |
|                        |                                                                           |              |              |              |           |           |
| Votos válidos          | Votos válidos                                                             | 257,018      | 81.40        | –18.60       |           |           |
| Votos en blanco        | Votos en blanco                                                           | 9,484        | 3.00         | +3.00        |           |           |
| Votos nulos            | Votos nulos                                                               | 49,259       | 15.60        | +15.60       |           |           |
| Votos emitidos         | Votos emitidos                                                            | 315,761      | 75.44        | +8.21        |           |           |
| Abstenciones           | Abstenciones                                                              | 102,825      | 24.56        | –8.21        |           |           |
| Votantes registrados   | Votantes registrados                                                      | 418,586      |              |              |           |           |
|                        |                                                                           |              |              |              |           |           |
| Fuente:                |                                                                           |              |              |              |           |           |

## Elecciones municipales distritales

### Resultados por distrito
La siguiente tabla enumera el control de los distritos de la provincia de Arequipa. El cambio de mando de una organización política se resalta del color de ese partido.
| Distrito               | Alcalde(sa) titular          | Partido político | Partido político                | Alcalde(sa) electo(a)         | Partido político | Partido político                  |
| ---------------------- | ---------------------------- | ---------------- | ------------------------------- | ----------------------------- | ---------------- | --------------------------------- |
| Cayma                  | Ulises Torres Montes Revilla |                  | Frente Democrático              | Ulises Torres Montes Revilla  |                  | Hechos y No Palabras              |
| Cerro Colorado         | José Núñez Díaz              |                  | Frente Democrático              | José Núñez Díaz               |                  | Acción Popular                    |
| Characato              | Factor Linares Bejarano      |                  | Frente Democrático              | Factor Linares Bejarano       |                  | Frente de Unidad Vecinal          |
| Chiguata               | Artidoro Ojeda Suclla        |                  | Izquierda Unida                 | Artidoro Ojeda Suclla         |                  | Izquierda Unida                   |
| Jacobo Hunter          | Sergio Valdivia Ojeda        |                  | Solidaridad y Democracia        | Simón Balbuena Marroquín      |                  | Frente Nacional de Trabajadores   |
| La Joya                | Lucas Fuentes Bejarano       |                  | Izquierda Unida                 | Julio Salas Paredes           |                  | Frente Nacional de Trabajadores   |
| Mariano Melgar         | Gersy Paredes Linares        |                  | Frente Nacional de Trabajadores | Senén del Castilo Valdivia    |                  | Frente Nacional de Trabajadores   |
| Miraflores             | Daniel Carrión Flores        |                  | Frente Nacional de Trabajadores | Hipólito Valderrama Chávez    |                  | Frente de Unidad Vecinal          |
| Mollebaya              | Miguel Ruiz Caro Cano        |                  | Frente Democrático              | Miguel Ruiz Caro Cano         |                  | Acción Popular                    |
| Paucarpata             | Sebastián Ramírez Alfaro     |                  | Partido Aprista Peruano         | Rolando Figueroa García       |                  | Frente de Unidad Vecinal          |
| Pocsi                  | Julio Vilca Herrera          |                  | Frente Nacional de Trabajadores | Julio Vilca Herrera           |                  | Frente Nacional de Trabajadores   |
| Polobaya               | Luis Tito Flores             |                  | Frente Nacional de Trabajadores | Facundo Yauri Colque          |                  | Movimiento Independiente Arequipa |
| Quequeña               | Hamilton Cordova Málaga      |                  | Frente Democrático              | Saúl Arenas Málaga            |                  | Frente de Unidad Vecinal          |
| Sabandía               | Óscar Arteta Pino            |                  | Frente Democrático              | Gilberto Gallegos Pinto       |                  | Frente Nacional de Trabajadores   |
| Sachaca                | Alejandro Carpio Valencia    |                  | Frente Nacional de Trabajadores | Alejandro Carpio Valencia     |                  | Frente Nacional de Trabajadores   |
| San Juan de Siguas     | Alberto Díaz Fernández       |                  | Frente Democrático              | Alberto Díaz Fernández        |                  | Acción Popular                    |
| San Juan de Tarucani   | Juan Zapana Choque           |                  | Izquierda Unida                 | Benicio Quispe Quispe         |                  | Frente Nacional de Trabajadores   |
| Santa Isabel de Siguas | Teófilo Rosado Salas         |                  | Lista Independiente N° 3        | Francisco Vera Pacheco        |                  | Frente Social Progresista         |
| Santa Rita de Siguas   | César Carrasco Cuba          |                  | Frente Nacional de Trabajadores | Wilfredo Valencia Chirinos    |                  | Cambio 93                         |
| Socabaya               | Fernando Pareja Pérez        |                  | Frente Nacional de Trabajadores | Delia Rivera Carpio de Flores |                  | Frente de Unidad Vecinal          |
| Tiabaya                | Dionicio Bejarano Velarde    |                  | Frente Democrático              | José Postigo Bejarano         |                  | Frente Nacional de Trabajadores   |
| Uchumayo               | Agripino Fuentes García      |                  | Frente Nacional de Trabajadores | Vidal Pinto Ramos             |                  | Frente de Unidad Vecinal          |
| Vítor                  | José Linares Ruiz            |                  | Frente Nacional de Trabajadores | Jorge Linares Ruiz            |                  | Movimiento Independiente Arequipa |
| Yanahuara              | Roger Cáceres Pérez          |                  | Frente Nacional de Trabajadores | Oswaldo Cabrera Barberena     |                  | Frente Nacional de Trabajadores   |
| Yarabamba              | Héctor Paredes Portugal      |                  | Izquierda Unida                 | Raúl Málaga Lira              |                  | Tecnología Honradez y Trabajo     |
| Yura                   | Hugo Aguilar Acosta          |                  | Izquierda Unida                 | Antonio Fuentes Peñarrieta    |                  | Tecnología Honradez y Trabajo     |